# Apamea maroccana
Apamea maroccana là một loài bướm đêm trong họ Noctuidae.